# 原田尚美
原田 尚美（はらだ なおみ、1967年 - ） は、日本の地球科学者。専門は生物地球化学、古海洋学。東京大学大気海洋研究所教授。女性初の南極地域観測隊隊長。日本地球惑星科学連合副会長。元地球環境史学会会長。学位は博士（理学）（名古屋大学・1996年）。

## 人物・経歴
北海道帯広市生まれ。苫小牧市出身。北海道苫小牧東高等学校を経て、1989年弘前大学理学部地球科学科卒業。1991年中学校教諭理科教員専修免許取得、高等学校教諭理科教員専修免許取得、文部技官任官、第33次南極地域観測隊員。女性として2人目の隊員であった。名古屋大学大学院理学研究科大気水圏科学専攻博士前期課程修了後、1995年同博士後期課程満了。大学院在学中、指導教官の半田暢彦とともに、白鳳丸で太平洋赤道航海に参加して海底堆積物を回収した折に、博士後期課程への進学を決意し、内定していた企業への就職を断った。
1995年海洋科学技術センター深海研究部むつ研究所研究員。1996年、名古屋大学より博士（理学）の学位を受く。2004年海洋研究開発機構地球環境観測研究センター地球温暖化情報観測研究プログラム古海洋環境復元グループサブリーダー。2009年海洋研究開発機構地球環境変動領域物質循環研究プログラム古海洋環境研究チームチームリーダー。2014年海洋研究開発機構地球環境観測研究開発センター長代理兼海洋生態系動態変動研究グループグループリーダー、日本地球惑星科学連合理事。2016年地球環境史学会貢献賞受賞。2017年第60次南極地域観測隊副隊長兼夏隊長、日本地球化学会副会長、地球環境史学会会長。2018年情報・システム研究機構国立極地研究所客員教授。
2019年海洋研究開発機構地球環境部門地球表層システム研究センター長、文部科学省科学技術・学術審議会専門委員、日本学術振興会科学研究費委員会委員。2020年日本学術会議連携会員、総合海洋政策本部参与会議参与。2021年海洋研究開発機構地球環境部門部門長（上席研究員）。2022年東京大学大気海洋研究所附属国際・地域連携研究センター教授、海洋研究開発機構地球環境部門地球表層システム研究センター海洋生態系研究グループ招聘上席研究員。2023年第66次南極地域観測隊隊長。南極地域観測隊の隊長に女性が起用されるのは初となった。2024年日本地球惑星科学連合副会長。専門は生物地球化学、古海洋学。